# Hôtel-Dieu de Château-Landon
L’hôtel-Dieu de Château-Landon est un bâtiment situé à Château-Landon, en France. Il est inscrit aux monuments historiques depuis 1986.

## Statut patrimonial et juridique
L’édifice fait l’objet d’une inscription au titre des monuments historiques depuis 1986.